# Cosechadora
La cosechadora, combinada o segadora-trilladora es una máquina agrícola que cosecha, trilla y limpia. Es decir, cosecha los productos de los principales cultivos. El término cosechadora se utiliza principalmente para las máquinas que recolectan cereales y algunas oleaginosas, como soja, girasol, colza y lino. No se aplica a otros equipos como los destinados a la recolección de algodón, la extracción de caña de azúcar, ni a aquellos utilizados para hortalizas y frutas.

## Historia
Ya desde el siglo XIX, se trató de reunir en una sola máquina la segadora y la trilladora. En 1835, Hiram Moore (1801-1875) y James Hascall construyeron y operaron una cosechadora en Míchigan, que patentaron al año siguiente. Era una máquina de 15 pies (4,5 m) de ancho de corte, arrastrada por 20 caballos. Moore siguió fabricando cosechadoras e inclusive envió máquinas a California donde fueron muy exitosas debido a su clima más seco. A fines del siglo XIX también se construyeron máquinas automotrices o autopropulsadas por máquinas a vapor. George Berry fabricó en 1887 una de 22 pies (6,6 m) de ancho de corte operada por 6 personas. Al año siguiente, Berry la modificó ampliándola a 40 pies (12 m).

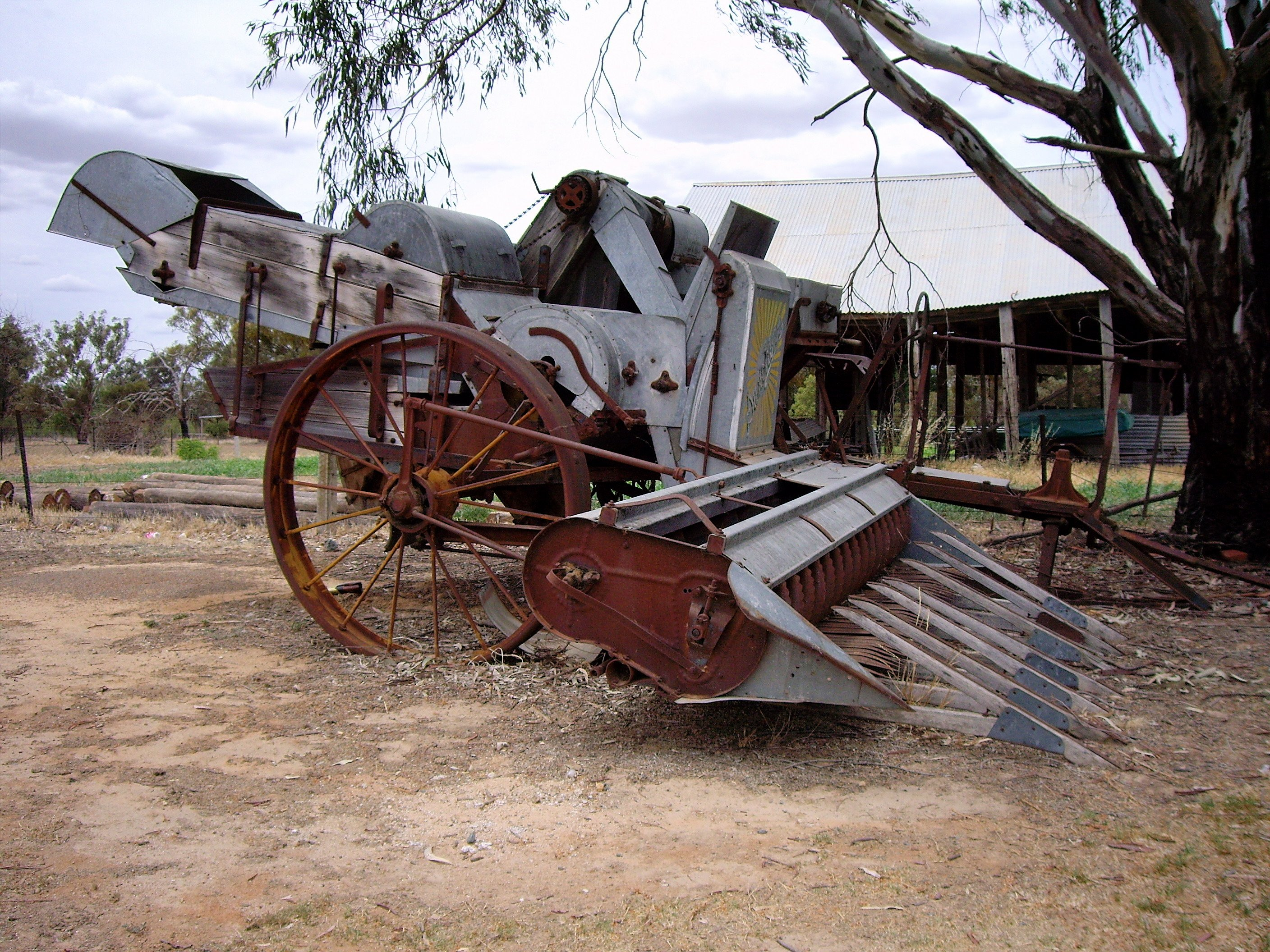
Cosechadora stripper australiana.

En Australia se siguió otro criterio: en lugar de cortar la mies, se separaba la espiga arrancándola mediante un batidor (stripper). En 1843 el agricultor australiano John W. Bull (1804-1886) inventó una cosechadora stripper que utilizó en su cultivo de trigo. Además se había ofrecido un premio de £ 40 a quién inventase una cosechadora. Bull se presentó a ese concurso, pero el jurado desechó su máquina. Desilusionado abandonó su idea, que fue retomada por John Ridley (1806-1887) que llegó a fabricar strippers. Con los años, el stripper se fue perfeccionando en Australia. Entre los fabricantes se destacó Hugh V. McKay (1865-1929) que llegó a ser el mayor fabricante de maquinaria agrícola en ese país. Incluso llegó a exportar strippers a Argentina, donde llegaron a tener una cierta difusión en las dos primeras décadas del siglo XX. Estos strippers eran máquinas de 5 pies (1,5 m) de ancho de corte tiradas por seis caballos.

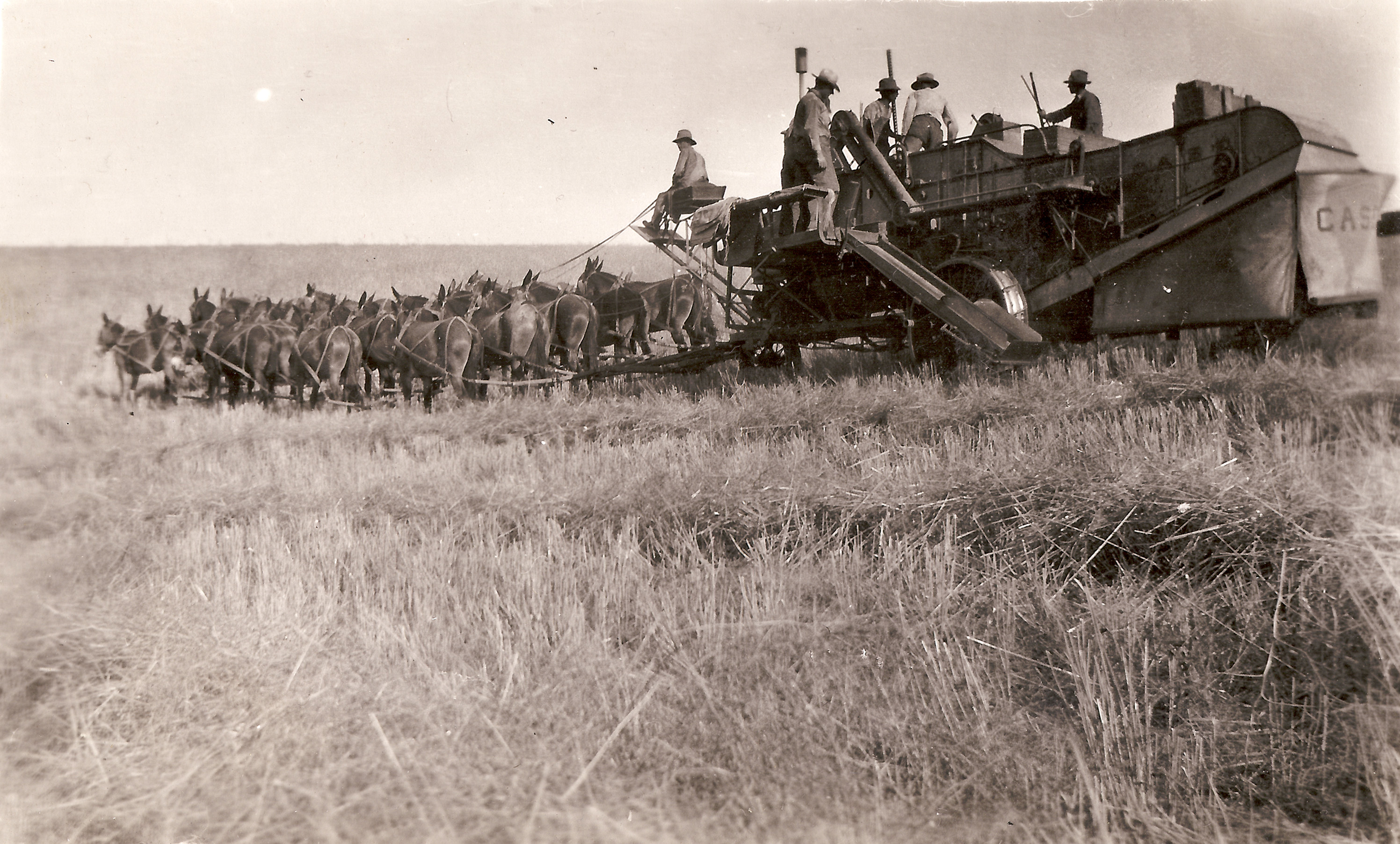
Cosechadora de tracción animal, en este caso mulas, de la década de 1920 en Estados Unidos.

En Estados Unidos prosiguió el desarrollo de la cosechadora. En cuanto estuvieron disponibles, se agregaron motores de combustión interna a las máquinas para aliviar el tiro por tracción animal, que pronto fue substituido por tractores. Estas máquinas de arrastre tenían plataformas de 10 a 12 pies (3 a 3,6 m) y podían cosechar alrededor de una hectárea de trigo en una hora. Poco a poco, en la década de 1930 la cosechadora fue desplazando la cosecha con segadora y trilladora, especialmente en los países de agricultura extensiva como Estados Unidos, Canadá, Argentina y Australia. En países de agricultura más intensiva y explotaciones agraria más pequeñas este cambio fue algo más tardío.

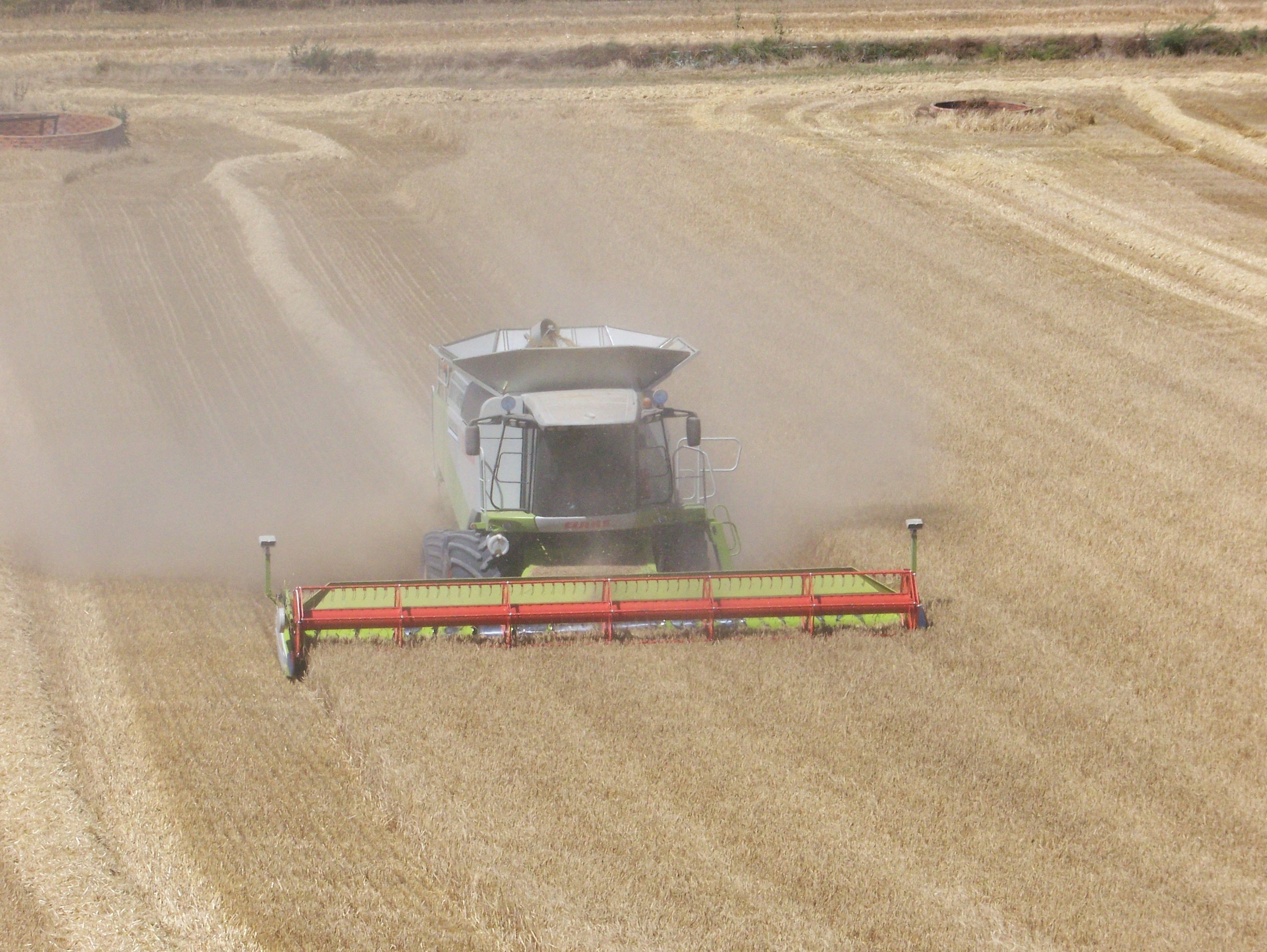
Cosechadora automotriz recolectando cebada.

El paso siguiente fue la cosechadora automotriz o autopropulsada. Como se viera, ya a fines del siglo XIX Berry las había construido en California y en Australia McKay también llegó a fabricar stripper automotrices a partir de 1924. En Argentina José Fric de Pigue, Provincia de Buenos Aires, fabricó una cosechadora automóvil (por autopropulsada) que fue ensayada en diciembre de 1918 en la Facultad de Agronomía y Veterinaria de la Universidad de Buenos Aires con resultados favorables. Tenía un ancho de trabajo de 9 pies (2,7 m) y un motor de 20 CV. 
En Sunchales, Provincia de Santa Fe, el inmigrante italiano Alfredo Rotania logró patentar en 1929 una cosechadora autopropulsada. La máquina tenía un motor Hércules y diferencial Chevrolet. Con un frente de corte de 15 pies (4,5 m), era capaz de cosechar hasta 15 hectáreas por jornada. Con el tiempo, Rotania se convirtió en una importante fábrica de cosechadoras.
Los principales fabricantes de maquinaria agrícola norteamericanos comenzaron a producir cosechadoras automotrices durante la década de 1940. En lugar de su ubicación lateral, la plataforma estaba al frente de la máquina, lo que permitía una mejor maniobrabilidad. A mediados de siglo, estas cosechadoras venían provistas de plataformas de 16 pies de corte (4,8 m) y motores de alrededor de 100 CV (0,74 kW) con lo que lograban cosechar 1,2 a 1,5 hectáreas por hora. También en esa época se fue pasando del manipuleo de los granos en bolsas o sacos a hacerlo a granel, con lo que también se logró un importante ahorro de mano de obra pues se eliminaba el bolsero y el cosedor de bolsas, que trabajaban sobre la cosechadora, y el personal que recogía las bolsas en el rastrojo.
En España, según Miguel Ángel Rubio Sánchez, la primera cosechadora de estirpe 100 % nacional fue inventada desde un punto de vista técnico y mecánico por Eleazar Arrieta dentro del seno empresarial de Industrias Albajar, S.A. (IASA), en Huesca, en el año 1958. Los mentores del proyecto desde un punto de vista económico e industrial serían Fernando Albajar y Manuel Albajar. Llegaron a fabricar 3.554 cosechadoras hasta los años noventa, fecha en la que IASA cerró. Las máquinas fueron muy reconocidas por el sistema que implementaban de doble limpia.
Durante la segunda mitad del siglo XX se fue perfeccionando la cosechadora y ampliándose su capacidad de trabajo. A principios del siglo XXI eran corrientes, en los países de agricultura extensiva, máquinas de cabezales trigueros de 30 pies (9 m) de ancho de corte, una tolva de 8.000-10.000 l de capacidad (6 a 7,5 t)  que logran cosechar algo más de 3 ha/h. Cuentan con motores diésel de alrededor de 300 CV (220 kW). Vienen equipadas con sensores que informan sobre el rendimiento instantáneo del cultivo y la humedad del grano, así como del funcionamiento de los diferentes mecanismos. Un GPS asiste y ayuda al conductor en la dirección de la máquina. La cosecha, que antaño requería un sinnúmero de hombres para la siega y la trilla, se puede efectuar con estas máquinas con sólo dos operarios: el conductor de la cosechadora y el tractorista que con vagones tolva o carros recibe a granel los granos y los transporta a los depósitos.

## Partes y funcionamiento de la cosechadora
El funcionamiento de una cosechadora se puede apreciar en el esquema adjunto. El flujo de la mies primero y la paja después se representan de color amarillo, los granos trillados con granzas y demás impurezas de color anaranjado y los granos limpios de color rojo. El cabezal o plataforma comprende la barra de corte, el molinete y el sinfín que lleva la mies cortada al acarreador. Es la parte segadora de la máquina. Hay cosechadoras en las cuales en lugar de un sinfín se emplean lonas (draper). El cabezal es fácilmente desacoplable de la cosechadora para facilitar su transporte y para intercambiarlo con cabezales especiales como los maiceros o girasoleros.

Partes de una cosechadora moderna: 1 Molinete, 2 Barra de corte, 3 Sinfín del cabezal, 4 Acarreador, alimentador o embocador, 5 Colector de piedras o similares, 6 Cilindro, 7 Cóncavo, 8 Sacapajas o sacudidor, 9 Bandeja del cóncavo, 10 Ventilador de limpieza, 11 Zarandón (zaranda de primera limpieza), 12 Zaranda (de segunda limpieza), 13 Sinfín del retorno, 14 Retorno (de granos mal trillados), 15 Sinfín del elevador de granos a la tolva, 16 Tolva, 17 Desparramador de paja, 18 Cabina (del maquinista), 19 Motor, 20 Sinfín de descarga de la tolva, 21 Batidor.

Cilindro y cóncavo son los mecanismos básicos que realizan la trilla, y salvo los lógicos perfeccionamientos que se introdujeron con el tiempo, son básicamente similares a los de la trilladora. El cilindro tiene 0,50 a 0,65 m de diámetro y 1,20 a 1,70 m de ancho, y gira a velocidades comprendidas entre 1.000 y 1200 revoluciones por minuto trillando trigo, 500 a 600 en maíz, 450 a 850 en soja y unas 420 en girasol. A través del cóncavo van cayendo los granos trillados. La separación entre cilindro y cóncavo es ajustable, dependiendo del grano trillado y las condiciones del cultivo. En el esquema se representa un conjunto de cilindro y cóncavo transversal. En máquinas modernas se tiende a una ubicación longitudinal (axial) que permite una trilla progresiva; en este caso puede haber uno o dos cilindros, de mayor diámetro y sobre todo mayor largo que los convencionales. El batidor cumple la función de descongestionar de paja el conjunto de cilindro-cóncavo y interceptar los granos despedidos por el mecanismo trillador y obligarlos a descender a la bandeja del cóncavo.
La separación de grano y paja remanente se realiza mediante varios mecanismos. El sacapajas, se encarga separar los granos aún retenidos en la paja sacudiéndola y finalmente eliminando la paja por la cola de la máquina. En la cola se agrega un desparramador de paja que distribuye más o menos uniformemente la paja sobre el terreno para facilitar su incorporación al suelo como materia orgánica y evitar la formación de andanas que pueden dificultar trabajos posteriores. La bandeja del cóncavo conduce los granos separados por la trilla a las zarandas o cribas. El zarandón o zaranda superior realizan una primera limpieza, separando los granos de la granza, que es expulsada por la cola de la máquina junto con la paja. La zaranda o zaranda inferior completa la limpieza; los granos que no pasan por esta zaranda por mal trillados vuelven al cilindro-cóncavo por el retorno para su retrilla. Toda esta limpieza (sector violáceo) es ayudada por una corriente de aire generada por el ventilador que pasa a través de las zarandas separando los granos de las partes livianas y del polvo. Zarandón y zaranda se deben ajustar o intercambiar de acuerdo al grano cosechado. Esta parte de la cosechadora cumple las funciones que antiguamente se realizaban mediante el aventado y el cribado.
Finalmente los granos limpios son transportados por el elevador de granos a la tolva. Cuando ésta está llena se descarga a través del sinfín de descarga a carros, remolques o camiones que trasportan los granos a silos o depósitos, o también a silos bolsa para su almacenaje transitorio en el predio. A fin de evitar pérdidas de tiempo por detenciones de la cosechadora, la descarga se realiza generalmente sobre la marcha, o sea estando la máquina operando.

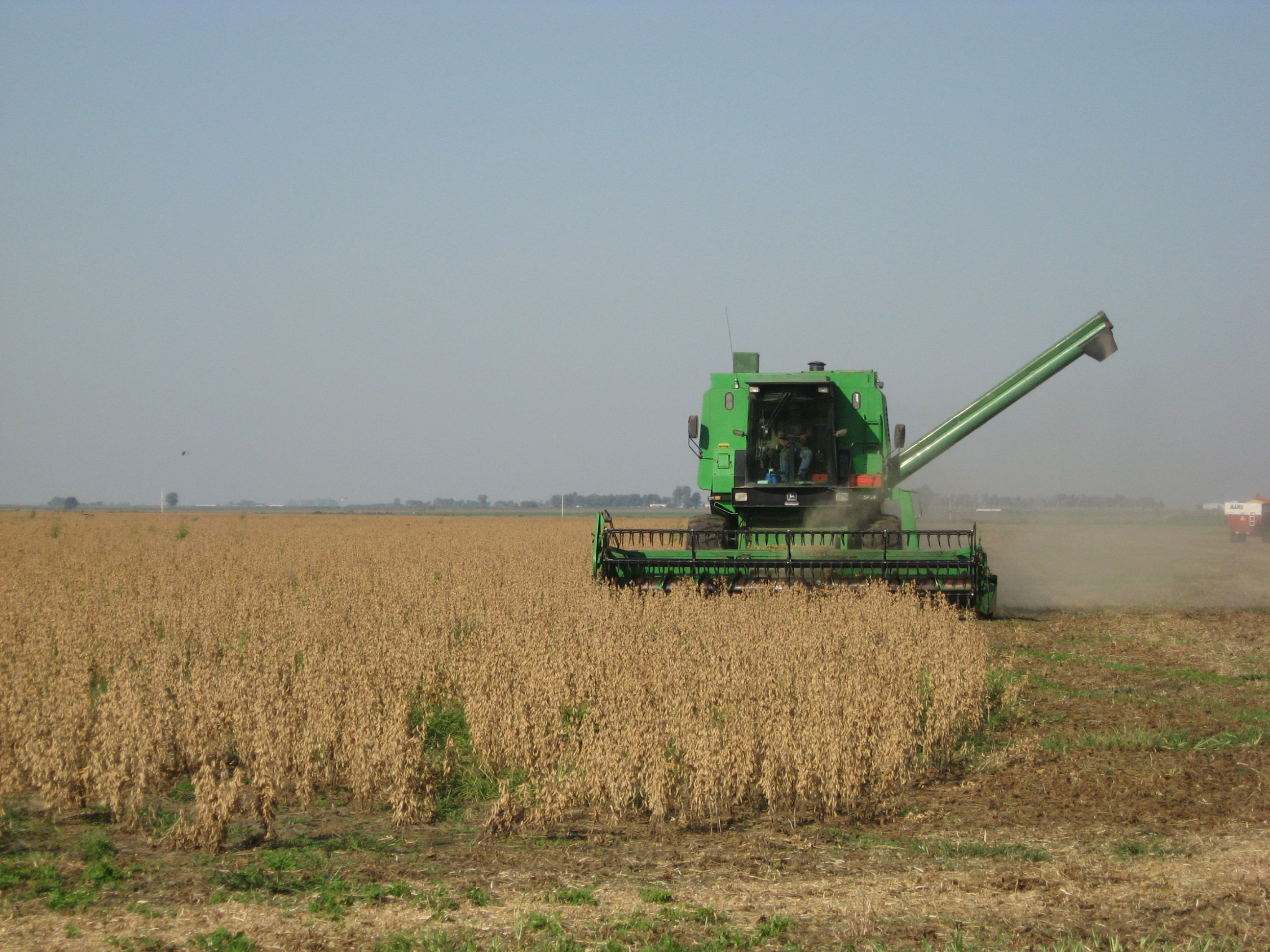
Cosechando soja en Argentina en 2009. Debido a su hábito de fructificación, la soja debe segarse a ras del suelo para recoger todas las vainas.

Desde su cabina el conductor tiene a su disposición no sólo los instrumentos y controles usuales en un tractor o vehículo, sino además una serie de mandos de las principales partes de la cosechadora. Entre otros, puede poner en funcionamiento o detener el cabezal así como regular su altura de corte y la velocidad y altura del molinete, modificar la velocidad de giro del cilindro y ajustar la separación cilindro-cóncavo, regular el ventilador, conectar y desconectar el sinfín de descarga, etc. Las cabinas son cerradas y generalmente climatizadas, protegiendo al conductor del abundante polvo que despide la cosechadora al trabajar y asegurando un ambiente confortable en los calurosos días veraniegos o fríos días otoñales.
En cuanto al motor las máquinas pueden venir equipadas con motores entre 150 y 640 CV (110-470 kW). Esta amplia gama ha llevado a clasificarlas comercialmente en 10 clases que definen sus respectivas prestaciones. La tendencia es hacia máquinas cada vez más grandes y por consiguiente de mayor capacidad de trabajo.
Como se puede apreciar, una cosechadora es una máquina bastante compleja. Su conductor o maquinista debe ser un operario calificado para la tarea. No sólo son necesarios conocimientos de mecánica para operar y mantener correctamente el motor y demás mecanismos, sino también para regular el funcionamiento de la cosechadora. Una regulación deficiente genera pérdidas de granos, que se traducen en importantes perjuicios económicos para el productor cuando son excesivas. También puede provocar una pérdida de la calidad por la presencia de granos partidos, cuerpos extraños, etc. entre los granos trillados.

## Trabajo de la cosechadora

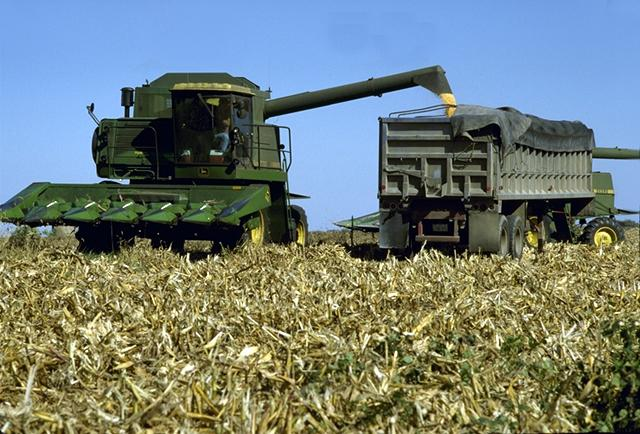
Cosechadora con cabezal maicero, detenida descargando el grano.

Una vez maduros, los cultivos se deben cosechar sin pérdida de tiempo pues toda demora puede implicar pérdidas económicas para el agricultor. Sus principales causas en la cosechadora, aparte de las tareas de mantenimiento y preparación para el trabajo, son las siguientes:
1. Traslado al y del lugar de cosecha.
2. Trabajo en vacío en las cabeceras de la parcela (trabajando en amelgas) al girar. Por lo general, el trabajo en redondo es más eficiente. También puede haber trabajo en vacío al finalizar una amelga cuando se cosecha una franja menor que el ancho del cabezal.
3. Descarga de la tolva con la máquina detenida. Como ya se dijo, por lo general la descarga se efectúa sobre la marcha.
4. Espera para descargar la tolva. Una vez llena, la cosechadora se debe detener si no puede descargar la tolva. Por ello, antes de comenzar su trabajo, es necesario prever el acarreo de los granos cosechados a los silos o graneros. En ese sentido, la cosechadora y el carro o camión que recibe los granos son dos elementos inseparables en toda cosecha que se deben programar conjuntamente. La logística es una parte importante, especialmente cuando operan varias cosechadoras simultáneamente en un mismo predio.
5. Carga de combustible y mantenimiento. Las cosechadoras tienen normalmente tanques de combustible de suficiente capacidad para toda una jornada de trabajo. Tampoco suelen necesitar mantenimiento durante la jornada de trabajo.
6. Regulaciones de la máquina. Si bien muchas regulaciones se pueden hacer sobre marcha por el conductor desde su cabina, algunas necesitan detenciones. Una de ellas es realizar un buen control de las pérdidas de granos, un aspecto importante debido a sus potenciales perjuicios económicos.
7. Atascamientos de la máquina. Por lo general se dan cuando la alimentación del conjunto cilindro-cóncavo excede su capacidad de trilla. También pueden darse atascamientos en el cabezal originados por una velocidad excesiva de la cosechadora y en otras partes de la máquina.
8. Averías. Nunca se está exento de averías inesperadas. Cuando las averías se repiten son un indicador de un mantenimiento preventivo deficiente.
9. Pausas o descanso del personal. Las jornadas de cosecha pueden ser prolongadas. Es aconsejable la cosecha con dos operarios que se pueden alternar en la conducción de la máquina, o de una persona que transitoriamente puede conducirla mientras el conductor hace una pausa.

Como orientación general y si bien muy variable, la pérdidas de tiempo se pueden cuantificar en alrededor del 15-25 % del tiempo operativo de la cosechadora. En otras palabras, el 75-85 % del tiempo operativo es tiempo efectivo de trabajo.
Las cosechadoras trabajan habitualmente de día, si bien están equipadas con luces que les permiten hacerlo sin inconvenientes de noche. Sin embargo, en regiones húmedas el trabajo nocturno se ve limitado por la presencia de rocío. Cuando comienza a formarse, humedece el grano, lo que impide proseguir con la cosecha pues el grano debe almacenarse sin exceso de humedad. Por la misma razón, el trabajo diario recién se inicia por las mañanas una vez que el rocío ha desaparecido.
En caso de cosecharse el grano con una humedad superior a la admisible para un almacenaje seguro es necesario secarlo. Esta operación se efectúa en las plantas de silos con secadoras de granos, previamente a su almacenaje. El secado añade costos al agricultor, pero muchas veces se prefiere cosechar el grano estando húmedo para evitar pérdidas ocasionadas por demoras en la cosecha.
En la antigua forma de cosecha con siega, engavillado, emparvado y trilla, mientras las gavillas permanecían en el rastrojo había un secado natural del grano, e incluso hasta se completaba su maduración. Esto permitía un tiempo disponible mayor para la realización de estas tareas que con la cosechadora. Recién la cosechadora originó la necesidad de un secado artificial de los granos y con ello menester contar con secadoras de granos.

## Tipos de cosechadoras

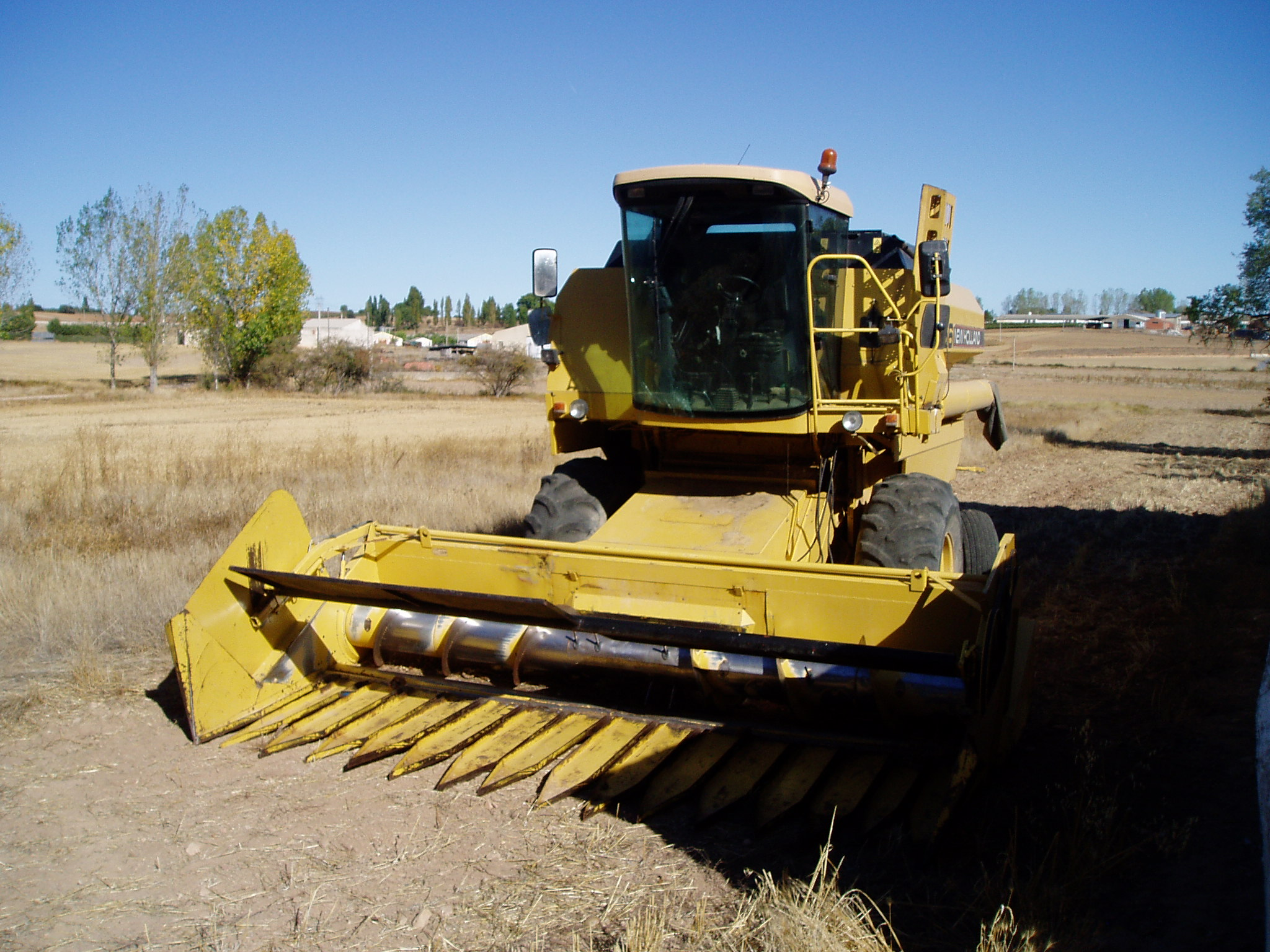
Cosechadora con cabezal girasolero.

Las cosechadoras de maíz y girasol son iguales a las utilizadas para la cosecha de granos finos. Únicamente es necesario colocarles el cabezal específico para cada uno de esos cultivos y efectuar las regulaciones propias de cada cultivo como por ejemplo velocidad del cilindro, separación cilindro-cóncavo, zarandas apropiadas, etc.
Las cosechadoras arroceras se caracterizan por utilizar ruedas duales o sistemas de oruga para poder trabajar sin problemas en los suelos blandos de los arrozales.
Las cosechadoras para laderas son máquinas especialmente adaptadas para cosechar en suelos con mucha pendiente. Tienen un mecanismo hidráulico que mantiene horizontal el cuerpo de la cosechadora pues cilindro-cóncavo, sacapajas y zarandas necesitan estar niveladas para trabajar adecuadamente, lo mismo que el motor. En cambio el cabezal y las ruedas se adaptan a la pendiente.
"Uso de la cosechadora"
Las cosechadoras fueron incrementando su capacidad de trabajo en el transcurso del tiempo con el fin de reducir la duración de la cosecha. Dada la superficie de un cultivo, cuanto mayor es la capacidad de trabajo de la máquina, menor es su uso anual. La cosechadora se caracteriza precisamente por ser una máquina que trabaja relativamente pocas horas por año, debido a los breves tiempos de cosecha. Se estima que en Estados Unidos el uso anual de las cosechadoras se halla entre 300 y 500 h/año y en Argentina entre 900 y 1300.
Máquinas cada vez más grandes implican una inversión de capital cada vez mayor para los agricultores, lo que por lo general no pueden afrontar los pequeños productores. Una elevada inversión trae como consecuencia un elevado costo fijo. Esto ha favorecido la aparición del contratista de cosecha, o sea el propietario de una cosechadora que presta sus servicios a terceros. De esta manera, al incrementar el uso anual de la máquina logra diluir los costos fijos en una superficie mayor. A esto ayuda también que una misma máquina puede cosechar tanto los cultivos invernales a fines de la primavera (trigo, cebada, colza, etc.,), como los de verano cosechados en otoño (soja, maíz, etc.), sin modificaciones o sólo cambiando el cabezal y otras piezas menores. En países de una gran extensión norte-sur como Argentina los contratistas pueden aprovechar además el hecho que la cosecha de trigo comienza en octubre en el norte del país para finalizar a principios de enero al sur de la región pampeana. Si a eso se agrega la cosecha de soja que comienza en abril para finalizar en junio con la soja tardía, pueden lograr elevados usos anuales de su máquina. Por este motivo, en Argentina se estima que el 90 % de los granos cosechados lo son mediante contratistas. En Europa la superficie cosechada por contratista difiere sensiblemente entre países: en Italia es el 85 %, seguido por Bélgica con el 75 %, Alemania 50 %, Francia 35 %, Irlanda 30 % y Dinamarca y Holanda con el 20 % cada una.